# Ruggero d'Élan
Ruggero, o Roger (Inghilterra, ... – Élan, 4 gennaio 1159 o 1160), è stato un abate francese. È venerato come santo dalla Chiesa cattolica.

## Biografia
Secondo una vita del XIII secolo, sarebbe nato in Inghilterra. Stabilitosi in Francia, entrò nell'abbazia cistercense di Loroy presso Méry-ès-Bois, nell'Arcidiocesi di Bourges, che era stata fondata nel 1129 dall'arcivescovo Vulgrino.
Nel 1148 Wither, conte di Rethel, richiese all'abate di Loroy di inviare dei monaci per fondare un nuovo monastero a Élan, nell'arcidiocesi di Reims. Ruggero era a capo di questi monaci che fondarono l'abbazia il 1º agosto 1148.
Secondo l'anonimo autore della sua Vita, Ruggero fu un esempio di umiltà e bontà per i monaci e operò in vita molti miracoli. Una leggenda riporta una vicenda, che si iscrive nel clima di rivalità tra benedettini e cistercensi nel XII secolo. Durante un viaggio Ruggero avrebbe chiesto ospitalità in un priorato benedettino e i monaci gli avrebbero offerto un tugurio sporco di fango e senza fuoco per passarvi una notte. Ruggero avrebbe trascorso tutta la notte al freddo intonando salmi. Il giorno successivo un incendio sarebbe scoppiato nel monastero e un frate converso che accompagnava Ruggero avrebbe commentato che il fuoco non mancava in quella casa che a loro era sembrata glaciale.
Si ritiene che Ruggero sia morto il 4 gennaio 1160, sebbene altri facciano risalire la morte alla stessa data dell'anno precedente. Fu sepolto nell'abbazia d'Élan.

## Culto
Il beato fu oggetto di culto e la sua tomba divenne una meta di pellegrinaggio. Le sue reliquie furono parzialmente disperse durante la Rivoluzione francese. Un pellegrinaggio tradizionale ricorre l'8 settembre.
La festa liturgica è fissata al 4 gennaio.